# All Our Kings Are Dead
All Our Kings Are Dead è l'album di debutto degli Young Guns, pubblicato il 12 luglio 2010. L'album, oltre alla versione base, è stato pubblicato in due versioni speciali: una è la International Edition (contenente anche le tracce dell'EP Mirrors); l'altra è la Gold Edition, contenente un secondo disco con video musicali, un documentario e le tracce dell'EP Mirrors.

## Tracce
1. Sons of Apathy – 4:18
2. Crystal Clear – 3:29
3. Meter & Verse – 3:42
4. Weight of the World – 4:21
5. D.O.A. – 3:49
6. Stitches – 3:41
7. Winter Kiss – 4:35
8. Elements – 3:25
9. After the War – 4:17
10. Endless Grey – 3:44
11. At the Gates – 4:19
12. Beneath the Waves – 7:30

Tracce bonus nell'edizione internazionale
1. Daughter of the Sea – 3:50
2. The Weight of the World – 4:12
3. There Will Be Rain – 3:27
4. In the Night – 4:25

Disco bonus nell'edizione Gold
1. Winter Kiss (Video)
2. Songs of Apathy (Video)
3. Crystal Clear (Video)
4. Weight of the World (Video)
5. Stitches (Video)
6. Don't Look Back, Just Keep Moving (Documentary)
7. Stitches
8. Weight of the World
9. Meter & Verse
10. Stitches
11. Winter Kiss
12. Weight of the World

## Formazione
- Gustav Wood - voce
- Fraser Taylor - chitarra
- John Taylor - chitarra
- Simon Mitchell - basso
- Ben Jolliffe - batteria, cori

## Classifiche
| Classifica (2010) | Posizione massima |
| ----------------- | ----------------- |
| Regno Unito       | 43                |